# Langer Lohberg

Die Lage des Langen Lohbergs (rot markiert)

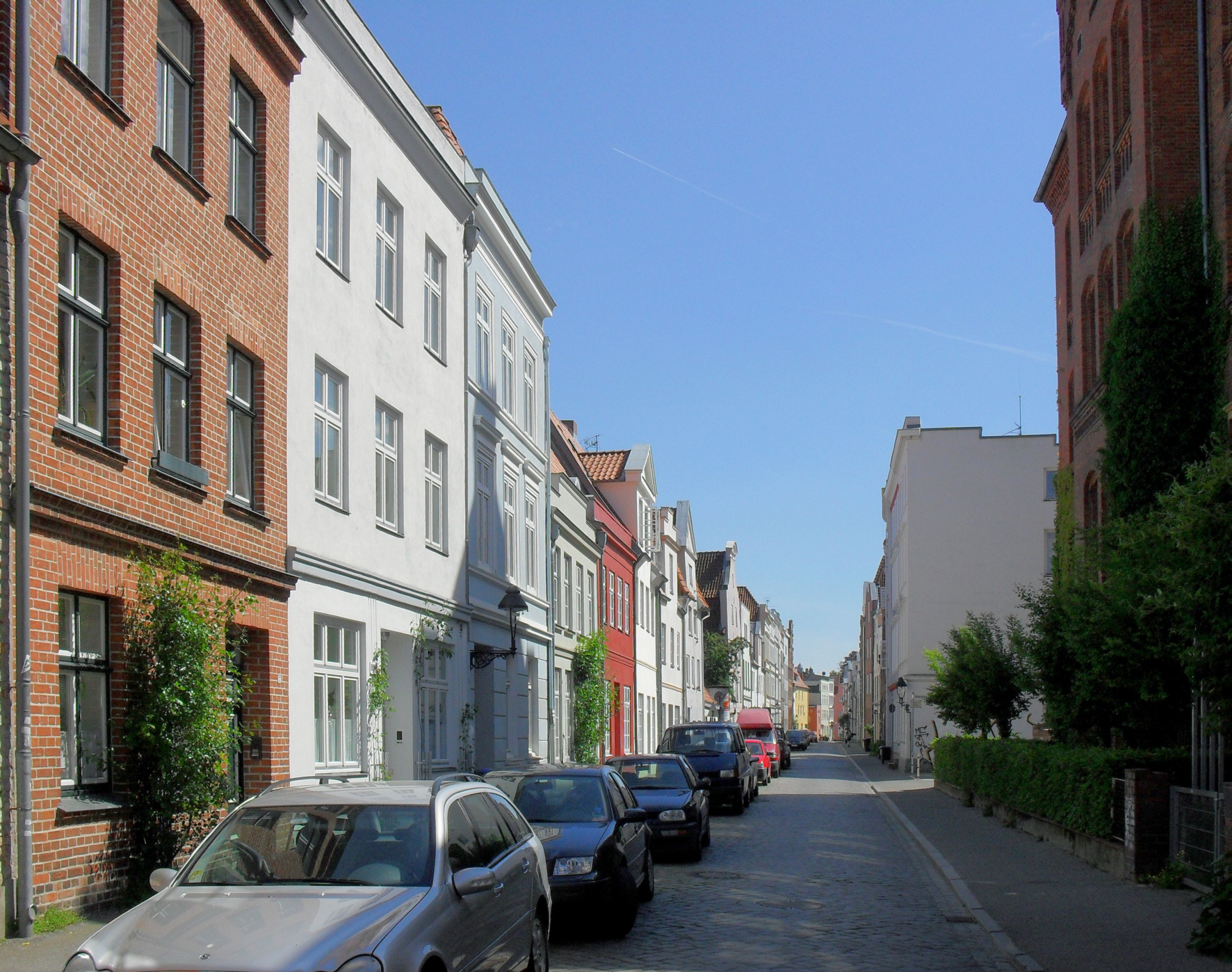
Der Lange Lohberg

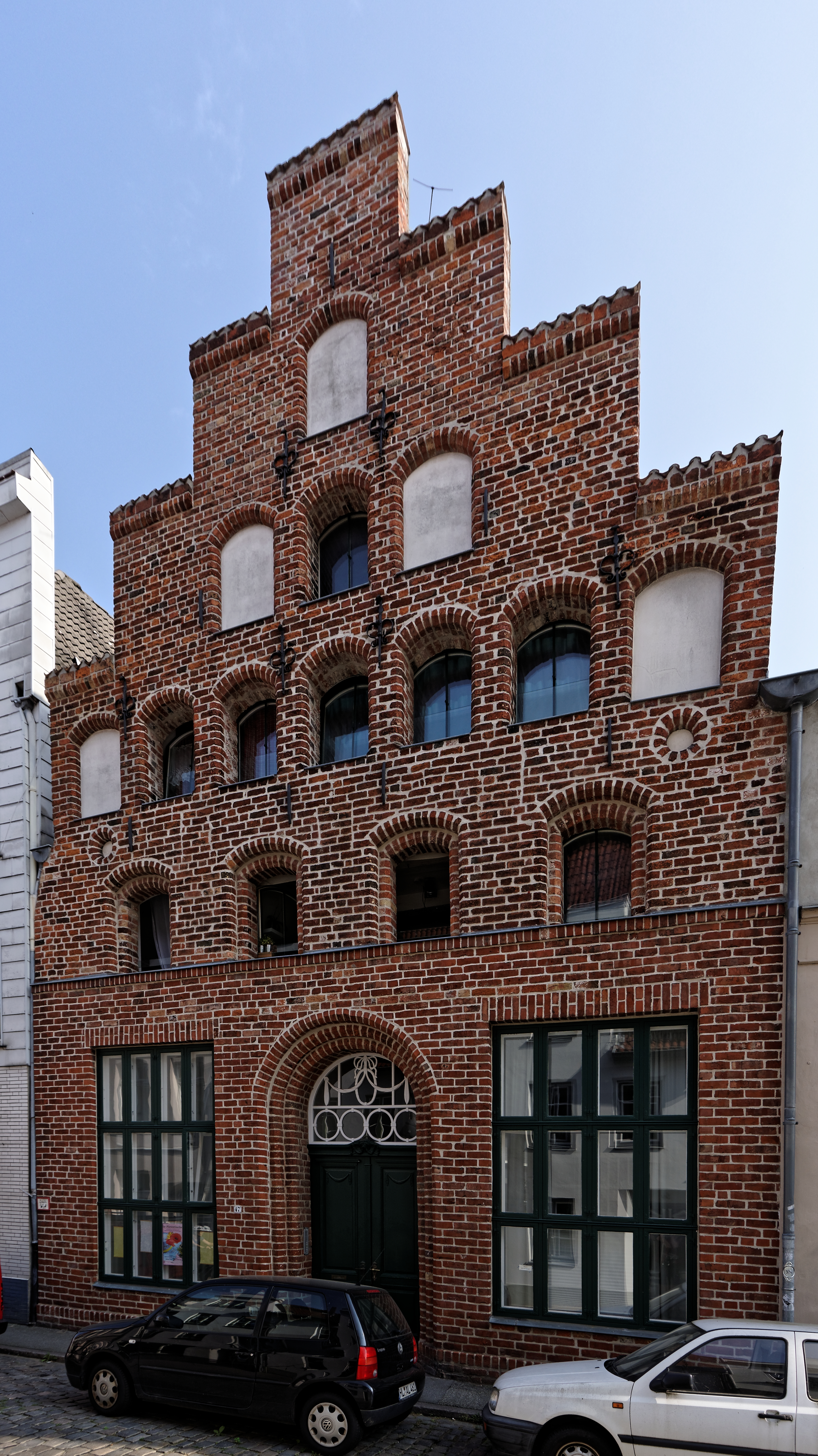
Langer Lohberg 47

Der Lange Lohberg ist eine Straße der Lübecker Altstadt.

## Lage
Der etwa 260 Meter lange Lange Lohberg befindet sich im Nordosten der Altstadtinsel im Jakobi Quartier. Er beginnt an der Großen Gröpelgrube und verläuft südwärts, wobei zunächst von Westen her die Gerberstraße und kurz danach von Osten der Weite Lohberg einmünden. Gegenüber vom Tünkenhagen trifft der Lange Lohberg schließlich auf die Glockengießerstraße und endet dort.

## Geschichte
Erstmals urkundlich erwähnt wurde die Straße 1287 unter der niederdeutschen Bezeichnung Im Poggenpole (Im Froschtümpel), die darauf verweist, dass diese Gegend am Ufer der Wakenitz vor ihrer Bebauung, die zum Teil erst gegen Ende des 13. Jahrhunderts stattfand, eine sumpfige Niederung bildete. Diese Benennung blieb zunächst dominant, doch sind auch alternative Namen belegt:
- 1299: Pockgenpol
- 1302: Poggenpol
- 1322: Dwestrate inter plateam campaniorum et fossam lutifigulorum (niederdeutsch-lateinisch: Querstraße zwischen Glockengießerstraße und Großer Gröpelgrube)
- 1323: Dwerstrate quae est inter plateam campaniorum et Poggenpole (Querstraße, die sich zwischen Glockengießerstraße und dem Poggenpohl befindet)
- 1373: Dwerstrate dicta Poggenpul (Querstraße, genannt Poggenpohl)

Im Jahre 1393 ist erstmals Super Lohberge (lateinisch-niederdeutsch: Auf dem Lohberg) als Name verzeichnet. Diese Benennung verweist auf die in dieser Gegend ansässigen und arbeitenden Lohgerber, die sich mit ihrem geruchsintensiven Handwerk am Rand der Stadt niederlassen mussten und das angrenzende Gebiet des Weiten Lohbergs außerdem zur Lagerung ihrer Lohe nutzten. 
- 1393: Up dem Looberge (Auf dem Lohberg)
- 1408: Pogkenpoel, die letzte Verwendung dieses alten Namens
- 1581: Loheberg
- 1601: Looberghe
- 1644: Lohberg

Der heutige Name, zur klaren Unterscheidung vom lange Zeit identisch benannten Kleinen Lohberg mit dem Zusatz Lang, wurde 1852 amtlich festgelegt.

## Bauwerke

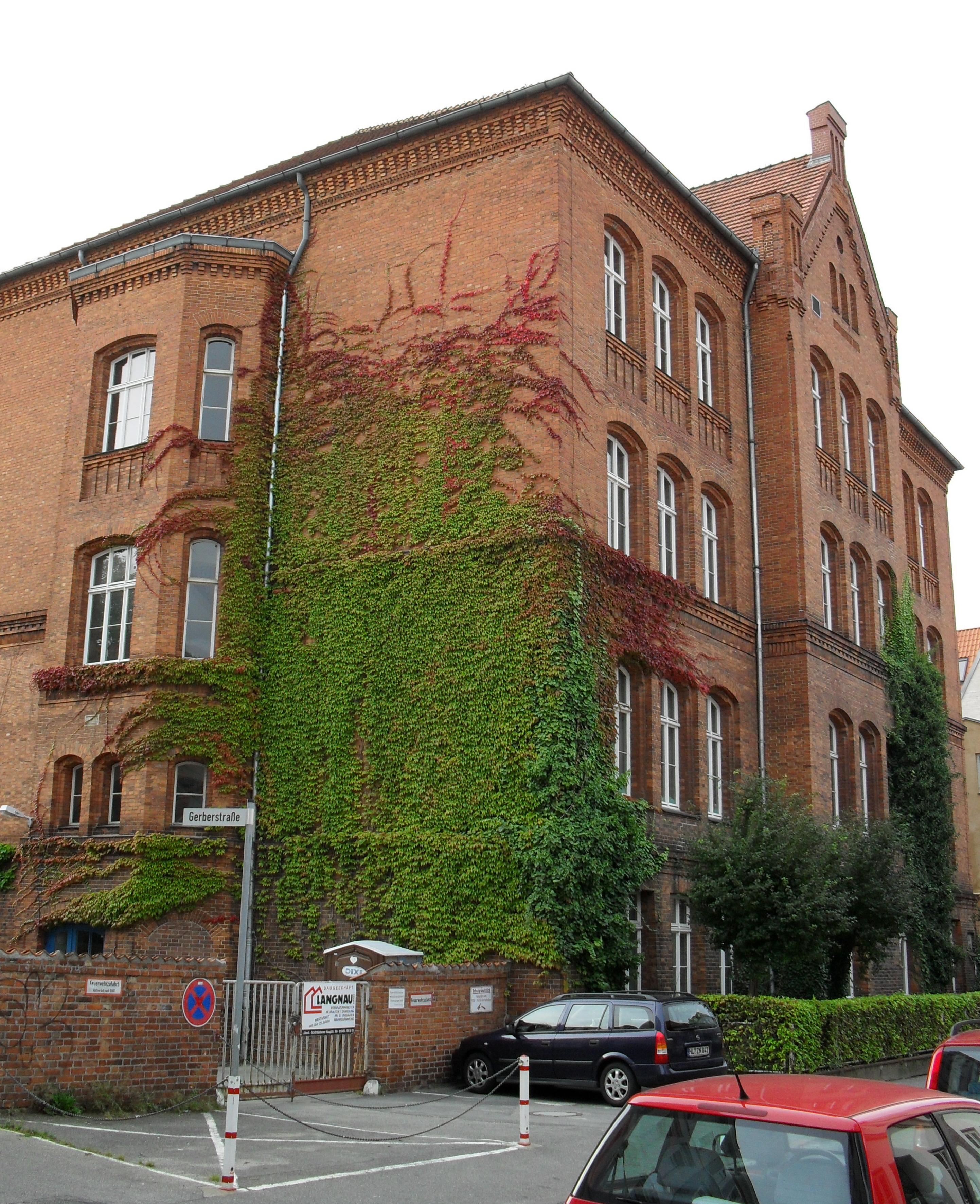
Die Marien-Schule, Langer Lohberg 6–8

- Langer Lohberg 3: Auf die Jahre 1450–1550 zurückgehendes barockes Kleinhaus des 18. Jahrhunderts
- Langer Lohberg 6-8: 1880 errichtetes Backstein-Gebäude der Marien-Schule in den Formen des Historismus
- Langer Lohberg 20: Auf das 14. Jahrhundert zurückgehendes Renaissance-Treppengiebelhaus, erbaut um 1600
- Langer Lohberg 21, Spönkenhof, Haus 1–9: Zum Teil auf das letzte Viertel des 16. Jahrhunderts zurückgehende klassizistische Ganghäuser des 19. Jahrhunderts
- Langer Lohberg 27-31: Auf das 1. Viertel des 14. Jahrhunderts zurückgehende Reihenhausanlage der Renaissance, errichtet in der zweiten Hälfte des 16. Jahrhunderts
- Langer Lohberg 38-40: Auf die 1. Hälfte des 15. Jahrhunderts zurückgehendes Renaissance-Doppeltreppengiebelhaus, errichtet zwischen 1600 und 1632
- Langer Lohberg 41: Auf das erste Viertel des 14. Jahrhunderts zurückgehendes Haus des Historismus, errichtet 1890
- Langer Lohberg 42-44: Auf das 14. Jahrhundert zurückgehendes Renaissance-Treppengiebelhaus, errichtet um 1600
- Langer Lohberg 43: Im Kern aus den Jahren 1340 bis 1360 stammendes Haus mit Fassade des Historismus aus dem letzten Viertel des 19. Jahrhunderts
- Langer Lohberg 46: Auf das 14. Jahrhundert zurückgehendes Renaissance-Treppengiebelhaus, errichtet um 1600
- Langer Lohberg 47: Auf das letzte Viertel des 13. Jahrhunderts zurückgehendes Renaissance-Treppengiebelhaus, errichtet in den Jahren 1530–1538
- Langer Lohberg 49: Etwa auf das Jahr 1300 zurückgehendes Renaissance-Treppengiebelhaus, errichtet um 1600
- Langer Lohberg 51: Auf die erste Hälfte des 14. Jahrhunderts zurückgehendes Haus, um 1800 klassizistisch umgebaut
- Langer Lohberg 53: Auf die erste Hälfte des 14. Jahrhunderts zurückgehendes Haus, um 1800 klassizistisch umgebaut
- Langer Lohberg 61: Auf die erste Hälfte des 14. Jahrhunderts zurückgehendes Haus, um 1800 klassizistisch umgebaut

## Gänge und Höfe
Vom Langen Lohberg gehen oder gingen folgende Lübecker Gänge und Höfe ab (nach Hausnummern):
- 12: Schumanns Gang (abgängig)
- 20: Grüner Gang (abgängig)
- 21: Spönken Hof
- 24: Langes Torweg
- 26: Moyelken Stift
- 32: Holsts Gang (abgängig)
- 33: Ketten Gang
- 34: Abels Gang (abgängig)
- 36: Wandmacher Hof (abgängig)
- 44: Diercks Gang (abgängig)
- 52: Glandorps Gang (abgängig)